# Pyrgus sidae
Pyrgus sidae és una espècie de lepidòpter papilionoïdeu de la família dels hespèrids (Hesperiidae) absent als Països Catalans.

## Distribució
S'estén pel sud d'Europa, incloent-hi el centre de la península Ibèrica, sud-est de França, gran part de la península Itàlica, els Balcans i Romania. També present a l'Àsia temperada des de Turquia fins al sud dels Urals, nord-oest de Kazakhstan, l'Afganistan i l'extrem nord-oest de la Xina al Tian Shan. Absent de les principals illes mediterrànies. A la península Ibèrica està restringida al sector occidental del Sistema Central, a les províncies d'Àvila (Serra de Gredos), sud de Salamanca i nord de Càceres. En conjunt, es coneixen quatre localitats repartides en tres quadrícules UTM 10×10 km diferents.

## Descripció
Envergadura alar d'entre 24 i 32 mm. Lleuger dimorfisme sexual en presentar les femelles una escamació grisa menys densa a la base de l'ala anterior. Anvers de l'ala anterior amb el fons bru fosc amb una escamació grisa a la base i diverses petites taques blanques, sobretot a la meitat exterior. Anvers de l'ala posterior també de color bru fosc amb taques blanques separades per venes fosques i formant una banda ampla, mentre que més a prop del marge es troba una sèrie de taques blanques més petites. Ambdues ales tenen les fímbries escaquejades. Revers de l'ala anterior similar a l'anvers, però més clara. Revers de l'ala posterior amb el fons de color blanc i dues bandes de color taronja o groc envoltades per un fi marge negre, característiques de l'espècie, fet que, junt amb la seva mida gran, la permet distingir de la resta de membres del gènere Pyrgus.

## Hàbitat
Llocs oberts i assolellats en ambients forestals, com ara vores de bosc i clarianes en rouredes mediterrànies o pendents rocalloses amb abundància d'arbustos, però també prats amb abundància de flors. Rang altitudinal des dels 50 m fins als 1750 m. L'eruga s'alimenta de diverses rosàcies de caràcter herbaci del gènere Potentilla, com ara P. hirta o P. recta.

## Període de vol i hibernació
Vola en una generació a finals de primavera i principi d'estiu. Les poblacions occidentals volen entre mitjans de juny i principi de juliol, mentre que les orientals ho fan entre mitjans de maig i finals de juny. Tot i això, algunes poblacions del nord-est de Grècia situades prop del nivell del mar avancen el seu període de vol a entre principi d'abril i maig. Hiverna com a eruga.

## Comportament i particularitats biològiques
Els adults són sedentaris i no s'allunyen gaire de les seves plantes nutrícies. Els mascles patrullen un territori a la cerca de femelles. Aquestes ponen els ous entre els estams de les flors de les seves plantes nutrícies. Les erugues s'alimenten de totes les parts de les seves plantes hoste i construeixen un niu on passen l'hivern a partir d'unir fulles de la seva planta nutrícia amb fils de seda.

## Espècies ibèriques similars
- Merlet major (Pyrgus alveus)
- Merlet boreal (Pyrgus andromedae)
- Merlet ruderal (Pyrgus armoricanus)
- Merlet major bessó (Pyrgus bellieri)
- Merlet alpí (Pyrgus cacaliae)
- Merlet reial (Pyrgus carthami)
- Pyrgus cinarae
- Merlet rogenc (Pyrgus cirsii)
- Merlet comú (Pyrgus malvoides)
- Merlet dels erms (Pyrgus onopordi)
- Merlet olivaci (Pyrgus serratulae)

## Galeria

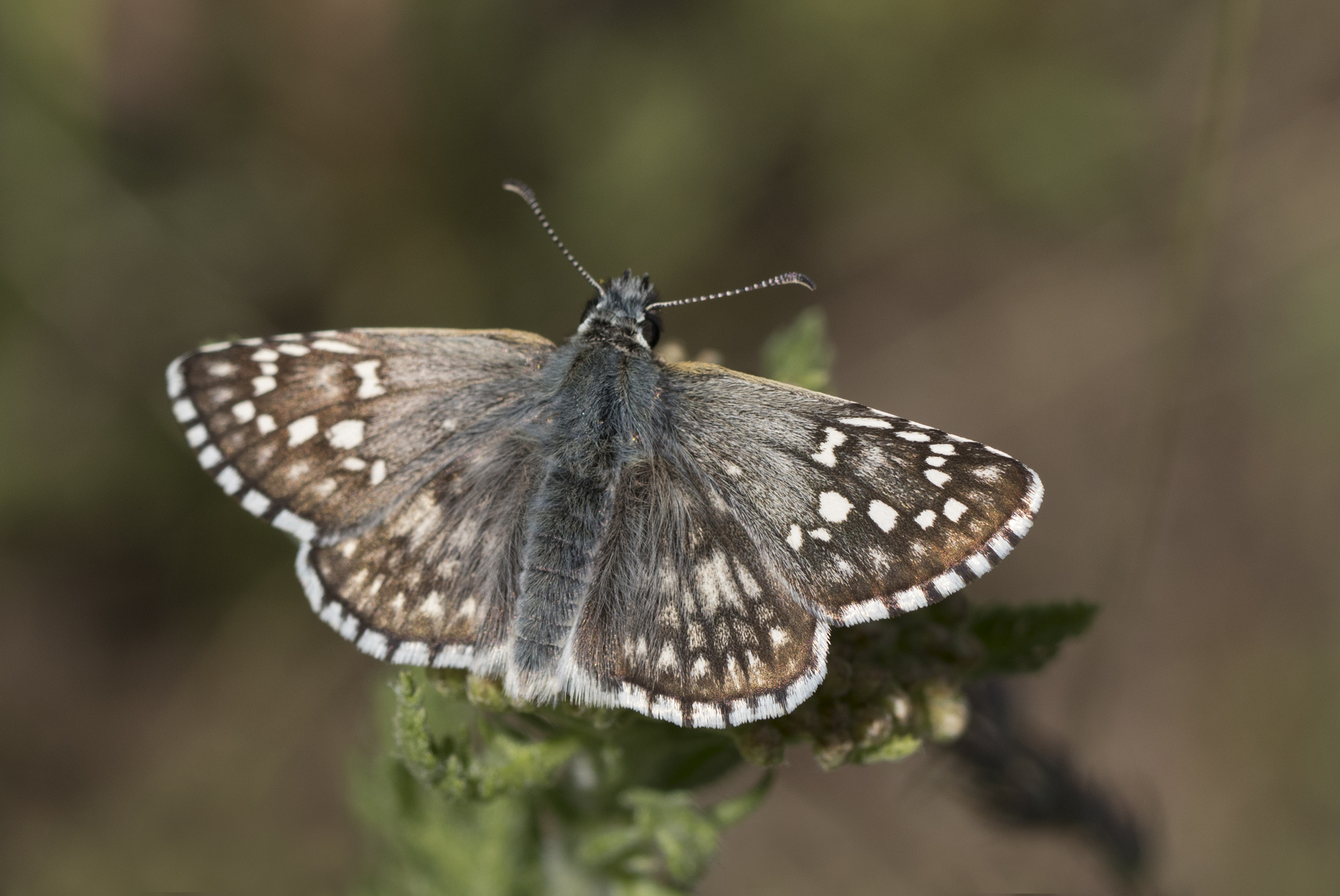
Anvers d'un adult
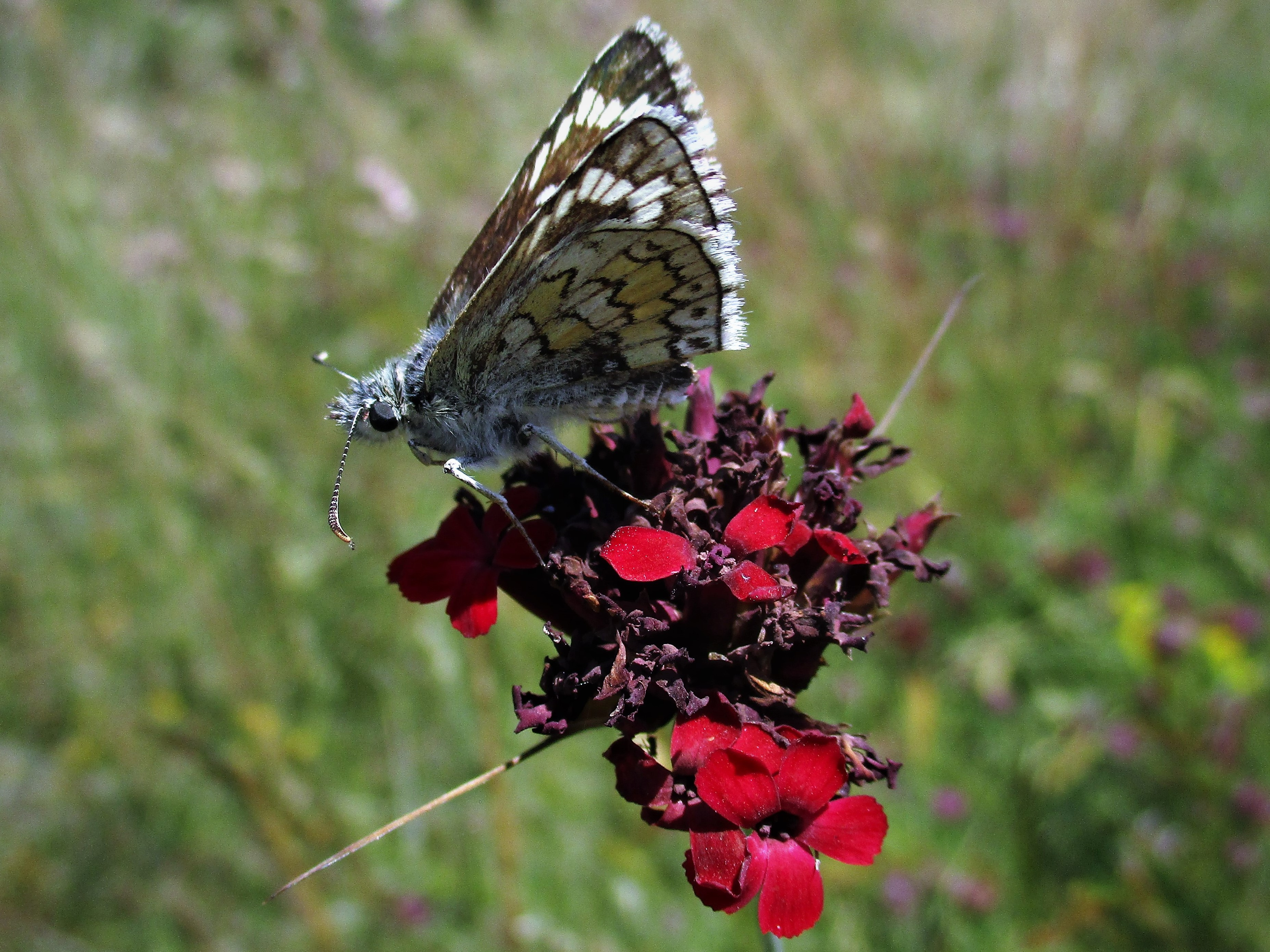
Revers d'un adult